# El Duraznillo, Aguascalientes
El Duraznillo är en ort i Mexiko.   Den ligger i kommunen Aguascalientes och delstaten Aguascalientes, i den centrala delen av landet, 400 km nordväst om huvudstaden Mexico City. El Duraznillo ligger 2 003 meter över havet och antalet invånare är 325.
Terrängen runt El Duraznillo är en högslätt. Runt El Duraznillo är det tätbefolkat, med 383 invånare per kvadratkilometer. Närmaste större samhälle är Aguascalientes, 16,5 km nordväst om El Duraznillo. Trakten runt El Duraznillo består till största delen av jordbruksmark.